# Galo Sulpício (cônsul em 4 a.C.)
Galo Sulpício (em latim: Galus Sulpicius) foi um senador romano da gente Sulpícia nomeado cônsul sufecto em 4 a.C. no lugar de Lúcio Passieno Rufo. Acredita-se que ele seja um descendente de Caio Sulpício galo, cônsul em 166 a.C.. Teve pelo menos um filho, também conhecido apenas como Galo Sulpício, que foi triúnviro monetário em 5 a.C.. 
Nada mais se sabe sobre ele.